# 谢尔盖·别萨拉布
谢尔盖·鲍里索维奇·别萨拉布（烏克蘭語：Сергій Борисович Бессараб；1955年11月13日—），乌克兰军事、政治人物。2005年至2007年，他担任乌克兰北方作战指挥部指挥官。2020年3月4日，他被任命为乌克兰退伍军人事务部部长。同年12月16日，他因健康原因辞去该职务。